# Robert Ier du Palatinat
Pour les articles homonymes, voir Robert Ier.
Robert Ier « le Roux »  (allemand : Ruprecht der Rote), électeur palatin (Wolfratshausen, 9 juin 1309 – 16 février 1390 à Neustadt an der Weinstraße) fut comte Palatin du Rhin de 1353 à 1390. Il est le fondateur de l’université de Heidelberg (1386).

## Règne
Les parents de Robert étaient Rodolphe Ier duc de Haute-Bavière et comte palatin du Rhin, et la princesse Mathilde de Nassau, fille du roi Adolphe de Nassau. Par son père, Robert était un descendant direct de Rodolphe Ier de Habsbourg, fondateur de la dynastie impériale.
Le père de Robert mourut en 1319. N'ayant que dix ans, il fut placé avec sa mère et ses frères Adolphe († 1327) et Rodolphe II sous la régence du comte Jean de Nassau. L'oncle de Robert, Louis de Bavière, en vertu du traité conclu avec son frère Rodolphe Ier, s'empara du Palatinat du Rhin le 26 février 1317. La guerre prit fin au mois d'août 1322, mais Louis ne traita avec ses trois neveux qu'après la mort de Mathilde au mois de juin 1323, la haine de cette princesse contre Louis IV n'ayant pas permis de pourparlers jusque-là.
Par l'acte de succession de Pavie (1329), Robert et son frère Rodolphe II obtinrent de leur oncle Louis de Bavière que le Palatinat serait une principauté indépendante. Il régnèrent d'abord sur ce territoire avec leur neveu Robert II puis en 1338 divisèrent la principauté. Il revendiquaient le Palatinat comme principauté électorale ; Robert avait pris part au ban de Rhense, tandis que Rodolphe avait voté pour Gunther de Schwarzbourg pour le titre de roi des Romains. En 1349, les deux frères apportèrent leur appui au rival de Charles IV. Les Wittelsbach ne reconnurent l'autorité de Charles IV qu'au mois de février 1350 et promirent de lui apporter les insignes royaux.
À la mort de Rodolphe en 1353, Robert se trouva seul comte palatin du Rhin et aurait dû réunifier le Palatinat, mais l'empereur Charles décida d'annexer une partie du Haut-Palatinat à l'héritage luxembourgeois comme « Nouvelle-Bohême » ; toutefois, vingt ans plus tard (1376), l'empereur dut verser des sommes considérables et restituer de nombreuses terres au comte palatin, dont Oppenheim, Nierstein, Ingelheim et une partie de Bolanden pour assurer l'élection du prince Venceslas au trône de roi des Romains. Robert avait en outre récupéré en 1357 Kaiserslautern et, prenant appui sur ses terres de Bolanden, reprit peu à peu possession de tout le comté de Deux-Ponts-Bitche.
La Bulle d'or de 1356 reconnut définitivement au Palatinat une voix pour l'élection du roi des Romains, ainsi que le titre d'électeur palatin. Robert avait rallié en 1379 la « ligue du pape Urbain VI », réunissant les quatre princes électeurs rhénans qui, pour mieux défendre leurs intérêts particuliers, prétendaient représenter ceux du souverain pontife en terre d'empire.

## Fondation de l'université de Heidelberg

Sceau de l'université de Heidelberg (1386). Robert Ier, avec l'emblème du Palatinat, est représenté agenouillé à droite de saint Pierre.

Le 1er octobre 1386, le comte Robert Ier fonda l'université de Heidelberg, qui demeure aujourd’hui la plus ancienne université d'Allemagne en territoire allemand. La création de cette institution s'inscrit dans les tensions confessionnelles apparues après le grand schisme d'Occident de 1378 : à la mort du pape Grégoire XI, qui avait quitté Avignon pour Rome, les cardinaux français avaient refusé de reconnaître Urbain VI pour son successeur, et élurent de leur côté Clément VII. Ainsi la France et la Sorbonne, où étudiaient beaucoup d'« Allemands », soutenaient le pape d'Avignon, cependant que le palatinat du Rhin militait énergiquement pour la primauté du pape de Rome et interdisait les offices publics aux clercs de l'autre bord. L'université de Prague, la plus importante du Saint-Empire, soutenait il est vrai également Rome, en contestant certains points de doctrine ; mais Robert Ier et ses conseillers, dont Marsile d'Inghen, désiraient aussi éviter que les étudiants de Rhénanie ne quittent leur pays et entreprennent de trop grosses dépenses à l'étranger : c'est pourquoi il décida de créer une université à Heidelberg. Elle fut inaugurée le 18 octobre 1386, et les cours commencèrent dès le lendemain. Le sceau de l'université, qui a été conservé et dont le contenu est repris comme logo de l'université de Heidelberg, reflète l'origine et le projet de l'établissement : au centre trône saint Pierre, tenant une grande clef, symbole du pouvoir spirituel. L'électeur Robert Ier, portant une barbe, est agenouillé à sa droite et tient l'étendard du Palatinat. À gauche de l'apôtre est assis le co-régent et successeur Robert II, qui remet à Pierre l'écu des princes de Wittelsbach.

## Jugements sur ce prince
L’Allgemeine Deutsche Biographie porte sur lui le jugement suivant :

« Robert Ier jouissait d'une grande considération auprès de ses contemporains même, sa taille élevée et son port noble attiraient l'attention. Par son attitude spontanée, il passait pour un seigneur doux et bienveillant, un protecteur de l'Église et du clergé compatissant pour les veuves et les orphelins. Les juifs, dont il savait si bien utiliser la puissance financière, respectaient en lui un seigneur juste et humain. »

— Jakob Wille,  Allgemeine Deutsche Biographie, 1889, vol. 29, pp. 731–737
Quoi qu'il n'eût pas fréquenté d'école, l’électeur palatin Robert était un homme cultivé et pieux. L'historien Ludwig Häusser remarque à son sujet : « Hormis cela, Robert compensait les défauts de son éducation par un grand sens pratique et une intuition sûre en matière de religion. » C'est ainsi qu'il ordonna de recopier sur un parchemin somptueux toute la chronique universelle de Rodolphe d'Ems ainsi qu'une hagiographie de Sainte Élisabeth. Le père Franciscain Bertold de Ratisbonne dédia 62 de ses prêches au comte et à la comtesse Élisabeth de Namur. Il régla personnellement la liturgie des Heures pour l'abbaye de Neustadt an der Weinstraße qu'il avait fondée : dans le décret de fondation de 1356, outre la vocation de sépulture et de monument familial, il lui assignait la célébration de messes fréquentes et les plus joyeuses et pieuses possibles. Pendant des années, Robert Ier fit le pèlerinage de la Saint-Michel à pieds jusqu’à l'abbaye du Heiligenberg, pour y apporter lui-même ses offrandes.
Le comte Robert avait un médecin juif du nom de Gottlieb qu'il appréciait au point d'interdire les persécutions des juifs sur ses terres.

## Mariages

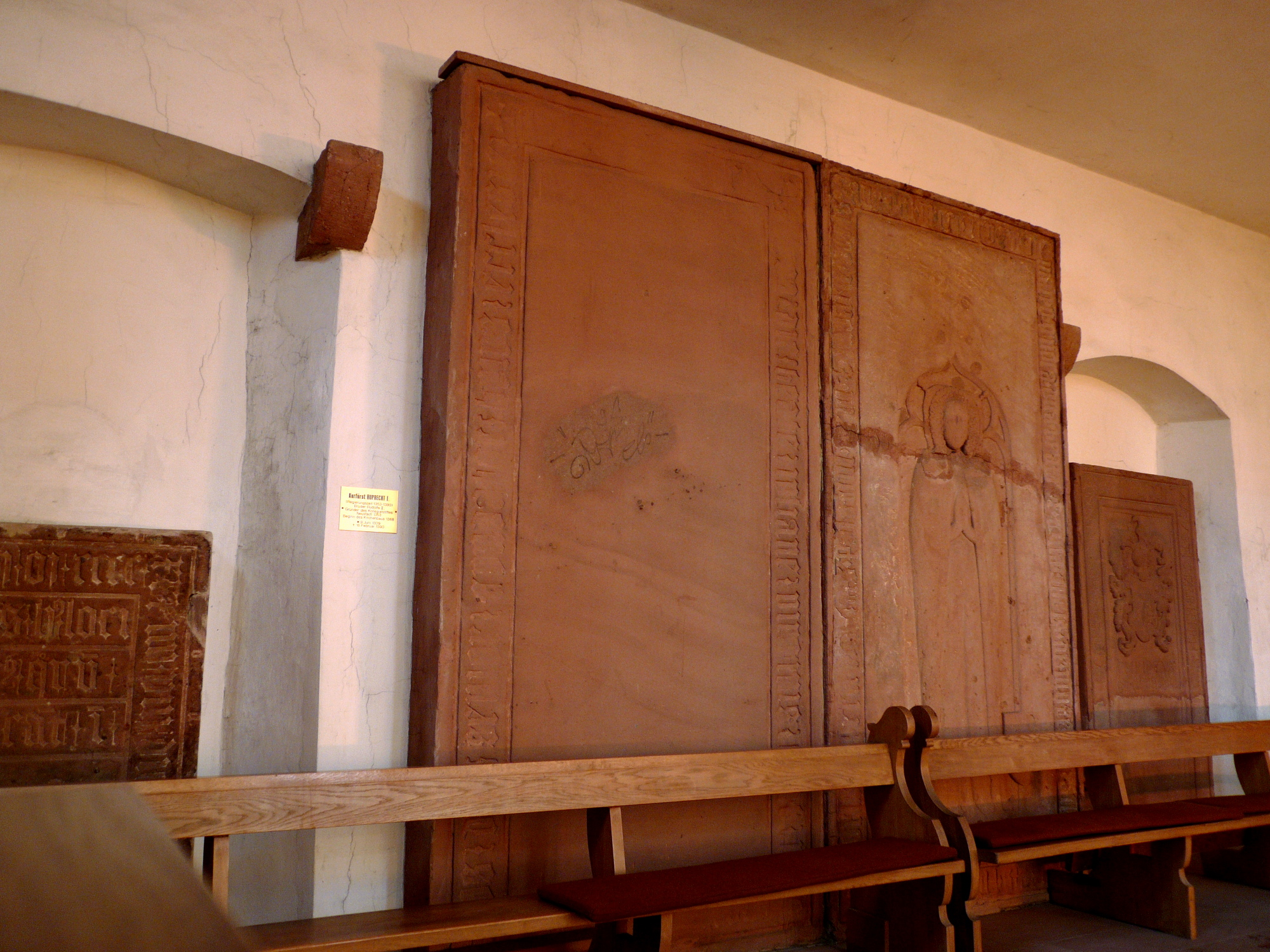
Épitaphes de Robert Ier et de Béatrice de Berg dans l'église de Neustadt an der Weinstraße
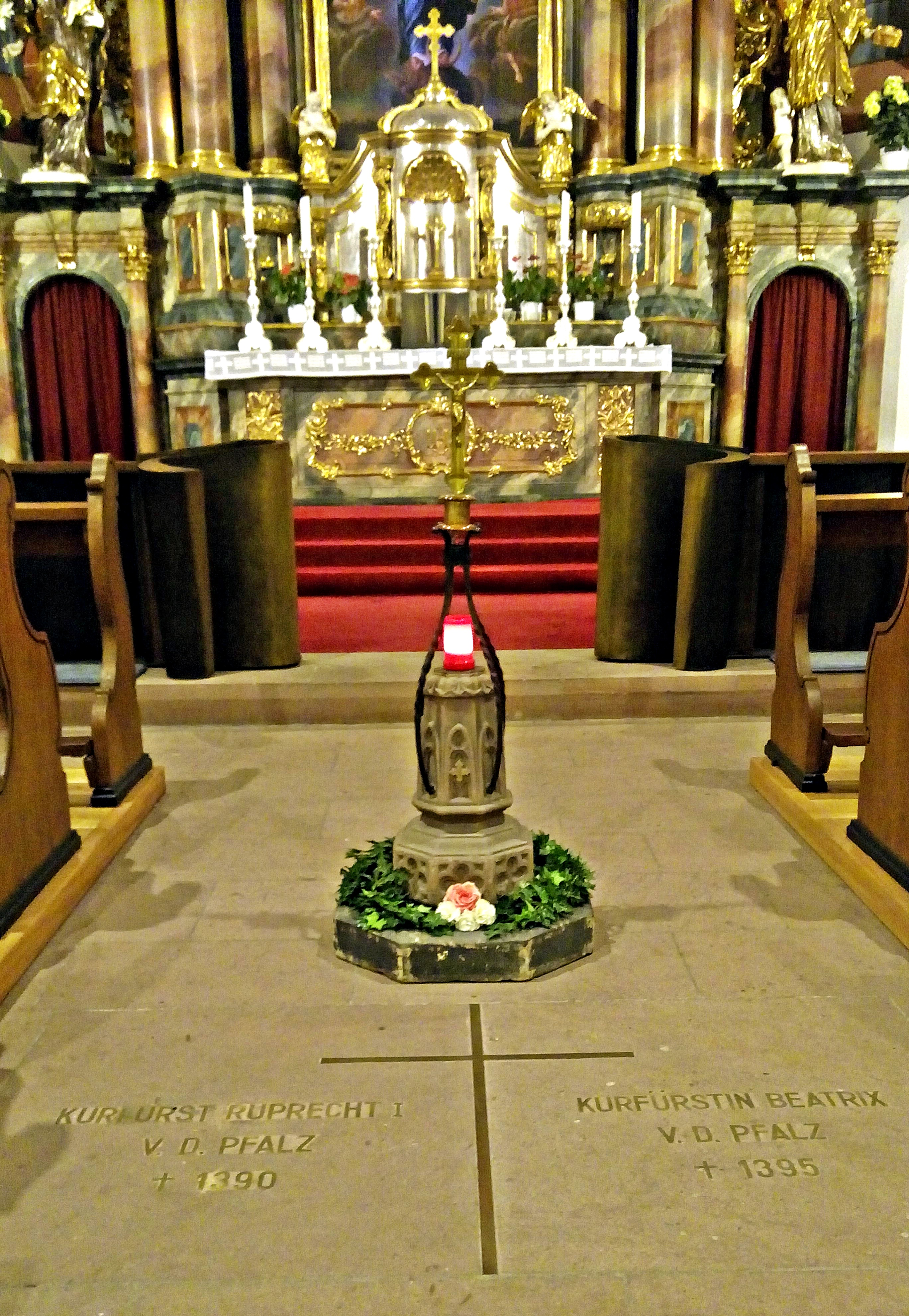
Aspect actuel du tombeau
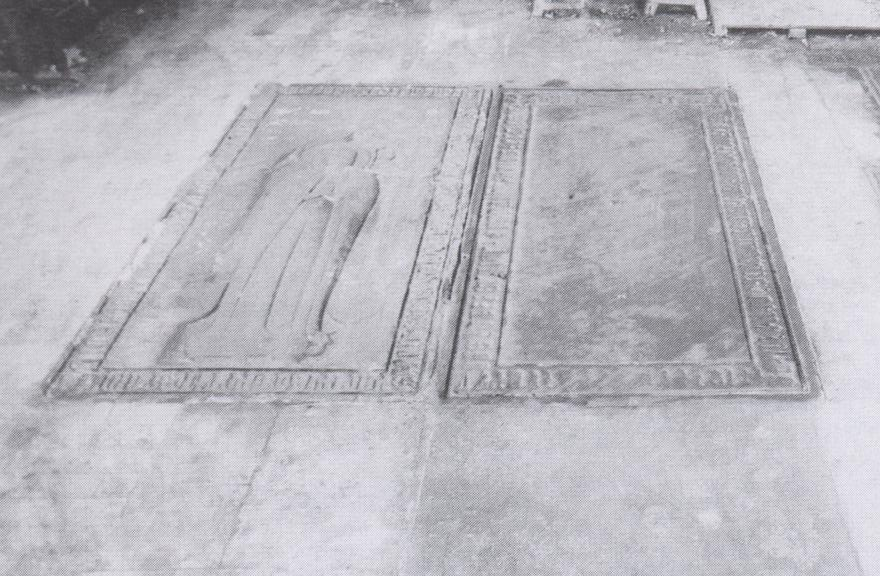
Les deux tombes en 1906 : celui de Beatrix est à gauche.
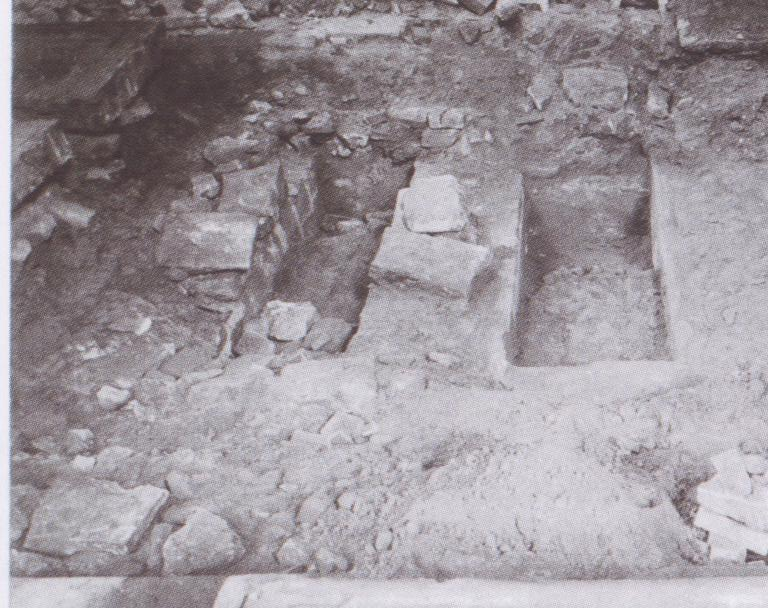
Ouverture des tombes en 1906.

L’électeur Robert Ier épousa en 1350 la comtesse Élisabeth de Namur (1330–1382), fille du comte Jean de Flandres et de Namur, prince de Dampierre, et de Marie d'Artois. Cette union resta stérile.
Il épousa en secondes noces en 1385 la princesse Béatrice de Berg (1360–1395), fille du duc Guillaume II de Berg et d'Anne du Palatinat, fille du futur électeur Robert II du Palatinat. Cette union fut également stérile.
Robert mourut en 1390 ; son successeur fut son neveu Robert II.